# 陳慶嘉
陳慶嘉（英語：Chan Hing Ka，1959年1月21日—），筆名阿寬、聶宏風，生於香港，祖籍廣東南海，香港著名作家、編劇及導演，於多份報章副刊撰寫專欄，現於明報撰寫《極度大男人》及香港經濟日報撰寫《寬樂天地》專欄。

## 人物
陳慶嘉曾就讀港島名校聖保羅書院及聖伯多祿中學，畢業於香港中文大學新聞及傳播學系。陳在進入電影圈工作初期，曾與鄭丹瑞合作，製作一系列膾炙人口的「小男人週記系列」廣播劇（及後更推出小說及電影），將八、九十年代男性的微妙心態活現觀眾眼前，因而漸受注目。
陳慶嘉創意無盡，題材廣泛，電影編劇作品無數，為圈內人所推崇。曾憑電影《三人世界》（林子祥主演）與邵國華、陳嘉上、葉廣儉及《野獸刑警》（黃秋生主演）與陳嘉上一同獲得香港電影金像獎最佳編劇；電影《熱血最強》（古巨基主演）及《江湖告急》（梁家輝主演）則獲得香港電影評論學會大獎最佳編劇，後者與錢小蕙一同得獎。

## 執導及監製作品
| 年份 | 中文片名       | 職銜             | 主演                                                         | 香港票房（港元） | 備註                                   |
| 2001 | 絕世好Bra      | 監製、導演、編劇 | 劉青雲、古天樂、劉嘉玲、梁詠琪                               | 18,500,484       | 與梁栢堅聯合導演                       |
| 2002 | 絕世好B        | 監製、導演、編劇 | 劉青雲、古天樂、劉嘉玲、梁詠琪                               | 19,021,894       | 與梁栢堅聯合導演                       |
| 2003 | 戀上你的床     | 導演、監製       | 鄭秀文、古天樂、劉青雲、蔡卓妍                               |                  | 與梁栢堅聯合導演                       |
| 2003 | 豪情           | 監製、導演、編劇 | 古天樂、陳奕迅                                               | 8,279,733        | 與林超賢聯合導演                       |
| 2004 | 戀情告急       | 監製、導演、編劇 | 古天樂、梁詠琪                                               | 11,290,017       | 與林超賢聯合導演                       |
| 2004 | 重案黐孖GUN    | 監製、編劇       | 郭富城、陳奕迅、鄭希怡、袁偉豪、林雲中                       | 1,603,003        | 導演林超賢執導，與羅國強聯合監製       |
| 2007 | 戲王之王       | 監製、導演、編劇 | 蔡卓妍、詹瑞文、葉璇、陳司翰                                 |                  | 與梁栢堅聯合導演                       |
| 2008 | 內衣少女       | 監製、導演、編劇 | 鄧麗欣、文詠珊、賈曉晨、李曼筠、湯怡                         |                  | 與秦小珍聯合導演                       |
| 2009 | 撲克王         | 監製、導演、編劇 | 古天樂、劉青雲                                               | 12,810,000       | 與秦小珍聯合導演                       |
| 2010 | 人間喜劇       | 監製、導演、編劇 | 杜汶澤、王祖藍                                               |                  | 與秦小珍聯合導演                       |
| 2010 | 翡翠明珠       | 監製、編劇       | 蔡卓妍、林峯、王祖藍、容祖兒                                 |                  | 導演秦小珍執導，與吳雨、錢小蕙聯合監製 |
| 2011 | 最強囍事       | 監製、導演、編劇 | 甄子丹、古天樂、劉嘉玲、張栢芝、黃百鳴、閻妮、杜汶澤、熊黛林 |                  | 與秦小珍聯合導演                       |
| 2012 | 八星抱喜       | 導演、編劇       | 甄子丹、古天樂、吳君如、陳慧琳、楊冪、黃百鳴、杜汶澤、熊黛林 | 12,090,000       | 與秦小珍聯合導演                       |
| 2013 | 超級經理人     | 監製             | 杜汶澤、蔡卓妍                                               |                  | 導演馮志強執導                         |
| 2014 | 豪情3D         | 監製、編劇       | 杜汶澤、何超儀、袁嘉敏、曾國祥                               | 18,000,000       | 導演李公樂執導，與古天樂聯合監製       |
| 2015 | 老笠           | 監製             | 曾國祥、雷深如、林雪、馮淬帆、姜皓文                         |                  | 導演火火執導，與黃柏高、鄭振邦聯合監製 |
| 2016 | 點五步         | 監製             | 廖啟智、林耀聲、胡子彤、岑珈其、談善言、潘燦良               | 4,678,142        | 導演陳志發執導，與柯星沛聯合監製       |
| 2017 | 追捕           | 監製、編劇       | 張涵予、福山雅治、戚薇、河智苑                               |                  | 導演 吳宇森執導，與陳嘉上聯合監製      |
| 2019 | 金都           | 監製             | 鄧麗欣、朱栢康                                               | 5,260,059        | 導演黃綺琳執導，與柯星沛聯合監製       |
| 2024 | 我談的那場戀愛 | 監製、編劇       | 吳君如、張天賦、陳輝虹、鄧麗欣                               | 18,700,000       | 導演何妙祺執導，與秦小珍聯合監製       |

## 編劇電影作品
- 《緣份》
- 《英雄本色》[1]
- 《三人世界》[1]
- 《小男人週記》[1]
- 《小男人週記 II 錯在新宿》
- 《吳三桂與陳圓圓》
- 《大鬧廣昌隆》
- 《風塵三俠》
- 《香港淪陷》
- 《錦繡前程》
- 《霹靂火》
- 《飛虎》
- 《熱血最強》
- 《G4特工》
- 《殺手之王》
- 《野獸刑警》[1]
- 《江湖告急》[1]
- 《戀戰沖繩》
- 《野獸之瞳》
- 《我老婆唔夠秤》
- 《炮制女朋友》
- 《千機變》
- 《大事件》
- 《重案黐孖GUN》
- 《豪情3D》
- 《美人魚》
- 《喵星人》
- 《追捕》
- 《我談的那場戀愛》

## 編劇（無綫電視）
- 香港八二
- 大香港

## 獎項及提名
| 年份 | 頒獎典禮                   | 獎項     | 相關作品       | 結果 |
| ---- | -------------------------- | -------- | -------------- | ---- |
| 1989 | 第8屆香港電影金像獎        | 最佳編劇 | 三人世界       | 獲獎 |
| 1990 | 第9屆香港電影金像獎        | 最佳編劇 | 小男人周記     | 提名 |
| 1994 | 第13屆香港電影金像獎       | 最佳編劇 | 風塵三俠       | 提名 |
| 1998 | 第4屆香港電影評論學會大獎  | 最佳編劇 | 熱血最強       | 獲獎 |
| 1999 | 第5屆香港電影評論學會大獎  | 最佳編劇 | 野獸刑警       | 提名 |
| 1999 | 第18屆香港電影金像獎       | 最佳編劇 | 野獸刑警       | 獲獎 |
| 2001 | 第7屆香港電影評論學會大獎  | 最佳電影 | 江湖告急       | 提名 |
| 2001 | 第7屆香港電影評論學會大獎  | 最佳編劇 | 江湖告急       | 獲獎 |
| 2001 | 第7屆香港電影評論學會大獎  | 推薦電影 | 江湖告急       | 獲獎 |
| 2001 | 第20屆香港電影金像獎       | 最佳電影 | 江湖告急       | 提名 |
| 2001 | 第20屆香港電影金像獎       | 最佳編劇 | 江湖告急       | 提名 |
| 2011 | 第17屆香港電影評論學會大獎 | 最佳電影 | 人間喜劇       | 提名 |
| 2011 | 第17屆香港電影評論學會大獎 | 最佳導演 | 人間喜劇       | 提名 |
| 2011 | 第17屆香港電影評論學會大獎 | 最佳編劇 | 人間喜劇       | 提名 |
| 2011 | 第17屆香港電影評論學會大獎 | 推薦電影 | 人間喜劇       | 獲獎 |
| 2017 | 第23屆香港電影評論學會大獎 | 推薦電影 | 點五步         | 獲獎 |
| 2017 | 第36屆香港電影金像獎       | 最佳電影 | 點五步         | 提名 |
| 2017 | 第36屆香港電影金像獎       | 最佳編劇 | 美人魚         | 提名 |
| 2020 | 第26屆香港電影評論學會大獎 | 最佳電影 | 金都           | 提名 |
| 2020 | 第26屆香港電影評論學會大獎 | 推薦電影 | 金都           | 獲獎 |
| 2025 | 第31屆香港電影評論學會大獎 | 最佳編劇 | 我談的那場戀愛 | 提名 |
| 2025 | 第31屆香港電影評論學會大獎 | 推薦電影 | 我談的那場戀愛 | 獲獎 |
| 2025 | 第43屆香港電影金像獎       | 最佳編劇 | 我談的那場戀愛 | 提名 |

## 外部連結
- 陳慶嘉在香港影庫上的簡介
- 陳慶嘉在豆瓣上的资料（简体中文）